# Richard Edwardes

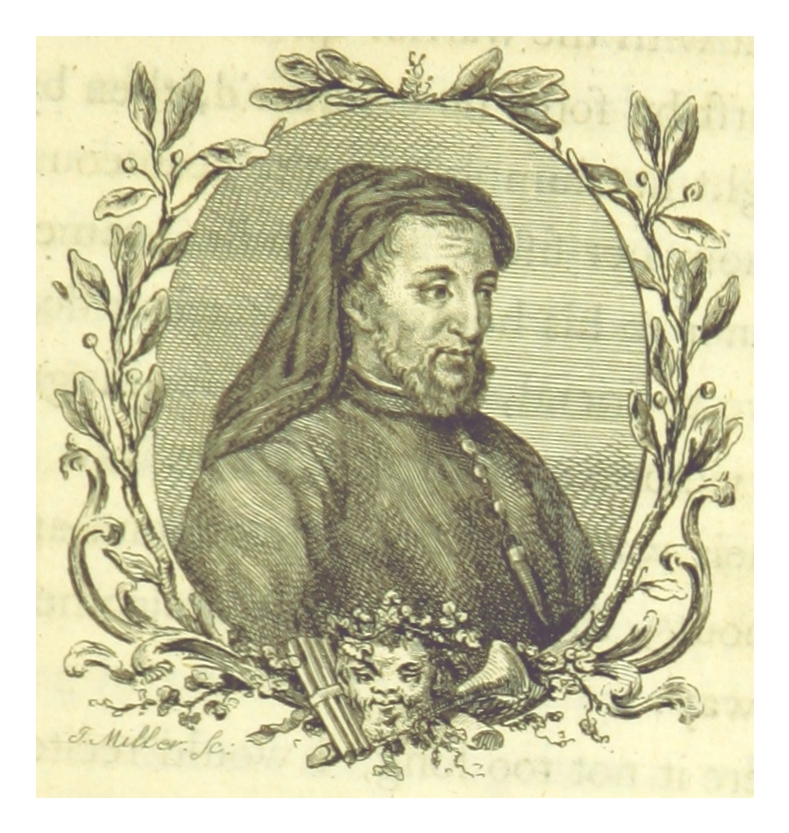
Richard Edwardes, (1760)

Richard Edwardes (Edwards) (1523?-1566) foi um dramaturgo inglês do teatro isabelino.

## Obras
- The excellent Comedy of two the moste faithfullest friends, Damon and Pythias
- The paradise of dainty deuises